# European Nations Cup Eerste Divisie 2014/16
De European Nations Cup Eerste Divisie 2014/16 is de op een na hoogste divisie van de rugby union-competitie met landenteams in Europa, na het Zeslandentoernooi. De divisie is verdeeld in twee groepen: Divisie 1A en Divisie 1B. De competitie beslaat twee jaar, waarin de teams telkens een volledige competitie spelen. De titel wordt uitgereikt over één zo'n competitie, maar voor de promotie/degradatie worden beide competities samengeteld.
Duitsland werd in 2012/14 eerste in Divisie 1B en promoveerde ten koste van België, dat laatste werd in Divisie 1A. Tsjechië werd laatste in 2012/14 laatste  in Divisie 1B en degradeerde naar de Tweede Divisie. Nederland werd in 2012/14 kampioen in de Tweede Divisie en promoveerde naar de Eerste Divisie B.
De kampioen van Divisie 1B zal promoveren naar Divisie 1A in 2017/18, daar waar de beide laatst geplaatste teams in de divisies degraderen naar een niveau lager.

## Puntensysteem
Teams kunnen als volgt punten verdienen:
- 4 punten voor een overwinning
- 2 punten voor een gelijkspel
- 1 bonuspunt voor het verliezen van een wedstrijd met 7 of minder punten verschil
- 1 bonuspunt voor het scoren van minimaal 4 try's in een wedstrijd

## Divisie 1A

### Seizoen 2015

#### Eindstand
| #  | Team      | GW | Win | Gel | Ver | Bon | Pnt | Voor | Tegen | Saldo |
| -- | --------- | -- | --- | --- | --- | --- | --- | ---- | ----- | ----- |
| 1. | Georgië   | 5  | 5   | 0   | 0   | 1   | 21  | 158  | 42    | 116   |
| 2. | Roemenië  | 5  | 3   | 0   | 2   | 3   | 15  | 102  | 61    | 41    |
| 3. | Spanje    | 5  | 3   | 0   | 2   | 2   | 14  | 131  | 99    | 32    |
| 4. | Rusland   | 5  | 3   | 0   | 2   | 1   | 13  | 103  | 119   | -16   |
| 5. | Portugal  | 5  | 1   | 0   | 4   | 1   | 5   | 52   | 100   | -48   |
| 6. | Duitsland | 5  | 0   | 0   | 5   | 1   | 1   | 61   | 186   | -125  |

#### Legenda
| Kleur | Kwalificatie voor      |
| ----- | ---------------------- |
|       | Europees kampioen 2015 |

#### Wedstrijden
|  | 7 februari 2015 | Portugal | 10–37   | Roemenië | Estádio Universitário de Lisboa, Lissabon       |  |
|  |                 | Try: Nuno Costa 47' Con: Pedro Ávila Pen: Pedro Ávila (26') Kaarten: Julien Bardy (29', 39), Duarte Marques (33', 43') | verslag | Try: Robert Dascalu (20'c), Mihai Macovei (36'c), Ionut Botezatu (42'c), Dănuț Dumbravă (47'c) Con: Valentin Calafeteanu 4 Pen: Valentin Calafeteanu 3 (3', 12', 15') | Toeschouwers: 1,000 Scheidsrechter: Luke Pearce |  |

|  | 7 februari 2015 | Spanje | 43–20   | Rusland | Estadio Nacional Complutense, Madrid                |  |
|  |                 | Try: Jesus Recuerda Nunez (13'c), Martin Heredia 2 (16', 35'c), Pedro Martin Enrique 2 (21', 59'), Guillaume Rouet (48'c), Jaime Nava de Olano (56'c) Con: Daniel Snee 4 | verslag | Try: Denis Antonov (39'c), · Igor Galinovsky (79'c) · Con: Yury Kushnarev 2 · Pen: Yury Kushnarev 2 (7', 31') · Kaarten: Denis Antonov 47' tot 57' | Toeschouwers: 6,500 Scheidsrechter: Andrew McMenemy |  |

|  | 7 februari 2015 | Duitsland                                                                                  | 8–64    | Georgië | Sportpark Martinsee, Heusenstamm                    |  |
|  |                 | Try: Steffen Liebig (26') · Drop: Jeremy Te Huia (2') · Kaarten: Mark Sztyndera 5' tot 15' | verslag | Try: Zurabi Zhvania 3 (12'c, 33'c, 38'), Penalty Try 2 (16'c, 59'), Alexander Todua 2 (39', 63'), Lasha Khmaladze (44'c), Giorgi Nemsadze (61'c), Aleksandre Khutsishvili (66'c) Con: Lasha Khmaladze 4, Lasha Malaguradze 3 | Toeschouwers: 3,000 Scheidsrechter: Laurent Cardona |  |

|  | 14 februari 2015 | Georgië | 20–15   | Portugal                                                                       | Mikheil Meskhi Stadium, Tbilisi                       |  |
|  |                  | Try: Davit Kacharava (1') · Pen: Merab Kvirikashvili 5 (23', 38', 40', 46', 70') · Kaarten: Shalva Sutiashvili 65' tot 75', · Zurab Zhvania 78' tot 80' | verslag | Pen: Pedro Ávila 5 (10' 15', 36', 66', 80') · Kaarten: Bruno Rocha 69' tot 79' | Toeschouwers: 12,000 Scheidsrechter: Vlad Iordachescu |  |

|  | 14 februari 2015 | Roemenië | 29–8    | Spanje                                                                                              | Cluj Arena, Cluj-Napoca                             |  |
|  |                  | Try: Adrian Apostol (15') Viorel Lucaci (36'c) Andrei Ursache (61') Valentin Calafeteanu (63') Marius Sîrbe (75'c) Con: Valentin Calafeteanu 1, Dănuț Dumbravă 1 | verslag | Try: Guillaume Rouet (50') · Pen: Guillaume Rouet 1 (6') · Kaarten: Jaime Nava de Olano 58' tot 68' | Toeschouwers: 1,500 Scheidsrechter: David Wilkinson |  |

|  | 14 februari 2015 | Duitsland | 22–46   | Rusland | Pforzheim                                          |  |
|  |                  | Try: Kehoma Brenner 3 (5', 32'c, 56'c) · Con: Christopher Hilsenbeck 2 · Pen: Christopher Hilsenbeck (1') · Kaarten: Paul Bosch 18' tot 28' | verslag | Try: Vasily Artemyev 2 (20', 79'c), Stanislav Selskii (24'c), Igor Kurashov 2 (61'c, 74'), Alexey Volkov 2 (65'c, 70') Con: Ramil Gaisin 4 Pen: Ramil Gaisin (68') | Toeschouwers: 1,300 Scheidsrechter: Cedric Marchat |  |

|  | 28 februari 2015 | Spanje | 13–26   | Georgië | Estadio Nacional Complutense, Madrid               |  |
|  |                  | Try: Julen Goia Iriberri (24'c) · Con: Bradley Linklater · Pen: Bradley Linklater 2 (1', 38') · Kaarten: Javier De Juan Roldán 65' tot 75' | verslag | Try: Zurab Zhvania (28'c), · Davit Kacharava (80'c) · Con: Merab Kvirikashvili 2 · Pen: Merab Kvirikashvili 4 (12', 35', 57', 65') · Kaarten: Giorgi Nemsadze 62' tot 72', · Levan Datunashvili 67' tot 77' | Toeschouwers: 9,000 Scheidsrechter: Alexandre Ruiz |  |

|  | 28 februari 2015 | Rusland                                                                         | 16–13   | Roemenië                                                                                          | Krasnodar                                      |  |
|  |                  | Try: Denis Antonov (45'c) Con: Ramil Gaisin Pen: Ramil Gaisin 3 (13', 54', 59') | verslag | Try: Valentin Calafeteanu (20'c) Con: Valentin Calafeteanu Pen: Valentin Calafeteanu 2 (40', 61') | Toeschouwers: 1,500 Scheidsrechter: Ian Davies |  |

|  | 28 februari 2015 | Portugal                                                       | 11–3    | Duitsland                         | Estádio Universitário de Lisboa, Lissabon           |  |
|  |                  | Try: Francisco Sousa (30') Pen: Pedro Bettencourt 2 (76', 80') | verslag | Pen: Christopher Hilsenbeck (55') | Toeschouwers: 700 Scheidsrechter: Giuseppe Vivarini |  |

|  | 14 maart 2015 | Georgië | 33–0    | Rusland                                                          | Mikheil Meskhi Stadium, Tbilisi                               |  |
|  |               | Try: Davit Kacharava (71'c), · Zurab Zhvania (79'c), · Karlen Asieshvili (80'c) · Con: Merab Kvirikashvili 3 · Pen: Merab Kvirikashvili 4 (3', 29, 55', 64') · Kaarten: Mikheil Nariashvili 58' tot 68' | verslag | Kaarten: Nikolay Serkov 66' tot 76', · Pavel Butenko 75' tot 80' | Toeschouwers: 30,000 (ongeveer) Scheidsrechter: Neil Hennessy |  |

|  | 14 maart 2015 | Portugal                                       | 8–19    | Spanje | Estádio Municipal Sérgio Conceição, Coimbra        |  |
|  |               | Try: Tomas Noronha (29') Pen: Nuno Costa (20') | verslag | Try: Julen Goia Iriberri (1'), Sergi Aubanell Sevilla (65') Pen: Sergi Aubanell Sevilla 3 (13', 60', 76') | Toeschouwers: 2,000 Scheidsrechter: Matthew Carley |  |

|  | 14 maart 2015 | Duitsland                                                     | 12–17   | Roemenië                                                           | Fritz-Grunebaum-Sportpark, Heidelberg            |  |
|  |               | Pen: Jeremy Te Huia 3 (23', 58', 75') Drop: Dale Garner (17') | verslag | Try: Adrian Apostol (20') Pen: Florin Vlaicu 4 (2', 69', 76', 78') | Toeschouwers: 2,513 Scheidsrechter: Lloyd Linton |  |

|  | 21 maart 2015 | Roemenië                                                                                      | 6–15     | Georgië                                                                                     | Stadionul Arcul de Triumf, Boekarest            |  |
|  |               | Pen: Valentin Calafeteanu (15'), · Danut Dumbrava (68') · Kaarten: Ionut Botezatu 36' tot 46' | WR Sheet | Pen: Merab Kvirikashvili 5 (19', 34', 39', 45', 63') · Kaarten: Giorgi Nemsadze 29' tot 39' | Toeschouwers: 4,500 Scheidsrechter: Gary Conway |  |

|  | 21 maart 2015 | Rusland | 21–8    | Portugal                                          | Sochi Central Stadium, Sotsji                   |  |
|  |               | Try: Alexey Panasenko (7'c), Alexey Shcherban (59') Con: Yury Kushnarev Pen: Yury Kushnarev 3 (19', 40'+1', 80'+4') | verslag | Try: Salvador Santos (72') Drop: Nuno Costa (25') | Toeschouwers: 1,200 Scheidsrechter: Ian Tempest |  |

|  | 21 maart 2015 | Spanje | 48–16   | Duitsland | Estadio Nacional Complutense, Madrid                 |  |
|  |               | Try: Julen Goia Iriberri 2 (20', 45'c), · Guillaume Guy Rouet 2 (50'c, 53'), · Fabien Francois Grammatico (64'c), · David Barrera Howarth (66'c), · Jesús Recuerda Núñez (70'c) · Con: Bradley Linklater 5 · Pen: Bradley Linklater (12') · Kaarten: Julen Goia Iriberri 48' tot 58' | verslag | Try: Kieran Manawatu (59'), · Umberto Pilla (80') · Pen: Christopher Hilsenbeck 2 (25', 49') · Kaarten: Julius Nostadt 48' tot 58' | Toeschouwers: 2,000 Scheidsrechter: Claudio Blessano |  |

### Seizoen 2016

#### Wedstrijden
| 6 februari 2016 | Roemenië | 39-14 | Portugal | Cluj Arena, Cluj-Napoca Scheidsrechter: I. Attorasagasti |
| 6 februari 2016 |          |       |          | Cluj Arena, Cluj-Napoca Scheidsrechter: I. Attorasagasti |

| 6 februari 2016 | Rusland | 22-20 | Spanje | Sotsji Scheidsrechter: L. Pearce |
| 6 februari 2016 |         |       |        | Sotsji Scheidsrechter: L. Pearce |

| 6 februari 2016 | Georgië | 59-7 | Duitsland | Tbilisi Scheidsrechter: M. Burlet |
| 6 februari 2016 |         |      |           | Tbilisi Scheidsrechter: M. Burlet |

| 13 februari 2016 | Portugal | 3-29 | Georgië | Lissabon Scheidsrechter: I. Davies |
| 13 februari 2016 |          |      |         | Lissabon Scheidsrechter: I. Davies |

| 13 februari 2016 | Spanje | 18-21 | Roemenië | Madrid |
| 13 februari 2016 |        |       |          | Madrid |

| 13 februari 2016 | Rusland | 46-20 | Duitsland | Sotsji Scheidsrechter: M. Liberini |
| 13 februari 2016 |         |       |           | Sotsji Scheidsrechter: M. Liberini |

| 27 februari 2016 | Georgië | 38-7 | Spanje | Tbilisi Scheidsrechter: B. Whithouse |
| 27 februari 2016 |         |      |        | Tbilisi Scheidsrechter: B. Whithouse |

| 27 februari 2016 | Roemenië | 30-0 | Rusland | Cluj Arena, Cluj-Napoca Scheidsrechter: L. Linton |
| 27 februari 2016 |          |      |         | Cluj Arena, Cluj-Napoca Scheidsrechter: L. Linton |

| 27 februari 2016 | Duitsland | 50-26 | Portugal | Hannover |
| 27 februari 2016 |           |       |          | Hannover |

| 12 maart 2016 | Rusland | 7-24 | Georgië | Sotsji |
| 12 maart 2016 |         |      |         | Sotsji |

| 12 maart 2016 | Spanje | 39-7 | Portugal | Madrid |
| 12 maart 2016 |        |      |          | Madrid |

| 12 maart 2016 | Roemenië | 61-7 | Duitsland | Boekarest Scheidsrechter: C. Blessano |
| 12 maart 2016 |          |      |           | Boekarest Scheidsrechter: C. Blessano |

| 19 maart 2016 | Georgië | 38-9 | Roemenië | Tbilisi Scheidsrechter: T. Trainini |
| 19 maart 2016 |         |      |          | Tbilisi Scheidsrechter: T. Trainini |

| 19 maart 2016 | Portugal | 21-53 | Rusland | Lissabon Scheidsrechter: T. Charabas |
| 19 maart 2016 |          |       |         | Lissabon Scheidsrechter: T. Charabas |

| 19 maart 2016 | Duitsland | 17-17 | Spanje | Keulen Scheidsrechter: V. Lordachescu |
| 19 maart 2016 |           |       |        | Keulen Scheidsrechter: V. Lordachescu |

### Gecombineerde stand (2014–2016)

#### Eindstand
| #  | Team      | GW | Win | Gel | Ver | Bon | Pnt | Voor | Tegen | Saldo |
| -- | --------- | -- | --- | --- | --- | --- | --- | ---- | ----- | ----- |
| 1. | Georgië   | 10 | 10  | 0   | 0   | 5   | 45  | 346  | 75    | 271   |
| 2. | Roemenië  | 10 | 7   | 0   | 3   | 6   | 34  | 262  | 138   | 124   |
| 3. | Rusland   | 10 | 6   | 0   | 4   | 3   | 27  | 231  | 234   | -3    |
| 4. | Spanje    | 10 | 4   | 1   | 5   | 5   | 23  | 232  | 207   | 25    |
| 5. | Duitsland | 10 | 1   | 1   | 8   | 2   | 8   | 162  | 396   | -234  |
| 6. | Portugal  | 10 | 1   | 0   | 9   | 2   | 6   | 124  | 310   | -186  |

#### Legenda
| Kleur | Kwalificatie voor          |
| ----- | -------------------------- |
|       | Degradatie naar Divisie 1B |

## Divisie 1B

### Seizoen 2014-15

#### Eindstand
| #  | Team      | GW | Win | Gel | Ver | Bon | Pnt | Voor | Tegen | Saldo |
| -- | --------- | -- | --- | --- | --- | --- | --- | ---- | ----- | ----- |
| 1. | België    | 5  | 5   | 0   | 0   | 2   | 22  | 189  | 78    | 111   |
| 2. | Moldavië  | 5  | 3   | 0   | 2   | 4   | 16  | 158  | 83    | 75    |
| 3. | Oekraïne  | 5  | 3   | 0   | 2   | 1   | 13  | 108  | 81    | 27    |
| 4. | Nederland | 5  | 2   | 0   | 3   | 3   | 11  | 81   | 74    | 7     |
| 5. | Polen     | 5  | 2   | 0   | 3   | 2   | 10  | 103  | 146   | -43   |
| 6. | Zweden    | 5  | 0   | 0   | 5   | 0   | 0   | 49   | 226   | -177  |

#### Wedstrijden
|  | 6 september 2014 | Polen | 29–17   | Zweden                                                                                       | Stadion Polonii, Warschau                         |  |
|  |                  | Try: Tomasz Gasik 2 (5'c, 33'c), · Piotr Zeszutek (44'c), · Grzegorz Buczek (79') · Con: Banaszek Dawid 3 · Pen: Banaszek Dawid (77') · Kaarten: Piotr Jurkowski 22' tot 32', · Paweł Dąbrowski 63' tot 73' | verslag | Try: Jonathon Edwards (18'c), Penalty Try (68'c) Con: Neil Erasmus 2 Pen: Neil Erasmus (23') | Toeschouwers: 5,000 Scheidsrechter: Petrescu Radu |  |

|  | 18 oktober 2014 | Polen                                 | 9–8     | Nederland                                       | Warschau                                          |  |
|  |                 | Pen: Banaszek Dawid 3 (10', 13', 73') | verslag | Try: Pieter Mol (63') Pen: Tomasz Rokicki (17') | Toeschouwers: 5,000 Scheidsrechter: Maxime Burlet |  |

|  | 18 oktober 2014 | Zweden | 0–45    | Oekraïne | Enköping                     |  |
|  |                 |        | verslag | Try: Vitalii Krasnodemskyi 2 (2', 32'), Sergii Garkavyi 2 (20'c, 37'), Oleg Kosariev (55'c), Eduard Vertyletskyi (80'c) Con: Oleg Kosariev 3 Pen: Oleg Kosariev 2 (16', 40') Drop: Volodymyr Voitov (30') | Scheidsrechter: Graeme Wells |  |

|  | 8 november 2014 | Moldavië | 29–15   | Oekraïne                                                                                                   | Dinamo Stadium, Chișinău                            |  |
|  |                 | Try: Nicolae Chirila (6'), Ion Cavcaliuc (21'), Ruslan Dorogan (32'c), Gheorghe Gajion (65'c), Maxim Cobilas (73') Con: Graig Felston 2 | verslag | Try: Vitalii Krasnodemsky (12'c), Oleksandr Khomenko (58') Con: Ihor Snisarenko Pen: Ihor Snisarenko (18') | Toeschouwers: 2,000 Scheidsrechter: Charabas Thomas |  |

|  | 15 november 2014 | Moldavië | 48–25   | Polen | Dinamo Stadium, Chișinău                            |  |
|  |                  | Try: Oleg Prepelita 4 (7', 32'c, 65'c, 75'), Gheorghe Gajion (16'c), Dumitru Arhip (21'), Penalty Try (29'c), Vasili Buzgan (42') Con: Mihai Golubenco 4 | verslag | Try: Robert Kwiatkowski (38'c), Tomasz Rokicki 2 (46'c, 50') Con: Dawid Banaszek 2 Pen: Dawid Banaszek 2 (4', 40'+4') | Toeschouwers: 900 Scheidsrechter: Vivarini Giuseppe |  |

|  | 15 november 2014 | België                                                                                          | 25–10   | Oekraïne                                                                         | Namen                                             |  |
|  |                  | Try: Julien Berger (48'c) Con: Nicolas Meeus Pen: Nicolas Meeus 6 (4', 40', 54', 71', 77', 80') | verslag | Try: Oleksandr Polianskyi (18'c) Con: Volodymyr Voitov Pen: Andrii Shakura (45') | Toeschouwers: 1,500 Scheidsrechter: Radu Petrescu |  |

|  | 22 november 2014 | Moldavië | 57–8    | Zweden                                              | Dinamo Stadium, Chișinău                     |  |
|  |                  | Try: Oleg Prepelita 3 (11'c, 22'c, 63'c), Gheorghe Gajion (34'c), Andrei Romanov 3 (43'c, 47', 69'), Mihai Artic (55'c), Gheorghe Volosciuc (79') Con: Mihai Golubenco 6 | verslag | Try: Daniel Chamberlain (71') Pen: Ian Gowland (9') | Toeschouwers: 500 Scheidsrechter: Tomáš Tuma |  |

|  | 21 februari 2015 | Nederland | 21–23   | België | Nationaal Rugby Centrum Amsterdam, Amsterdam   |  |
|  |                  | Try: Pieter Mol (35'), · Pascal van Overeem (39'c) · Con: Leon Koenen · Pen: Leon Koenen 2 (25', 32'), · Storm Carroll (77') · Kaarten: Dirk Danen 11' tot 21', · Rik van Balkom 53' tot 63', · Storm Carroll 78' tot 80' | verslag | Try: Penalty Try (15'c), · Baptiste Lescarboura 2 (27', 80') · Con: Nicolus Meeus · Pen: Nicolus Meeus 2 (8', 23') · Kaarten: Julien Massimi 32' tot 42' | Toeschouwers: 1,000 Scheidsrechter: Leo Colgan |  |

|  | 28 februari 2015 | Nederland | 18–10   | Moldavië                                                                 | Nationaal Rugby Centrum Amsterdam, Amsterdam     |  |
|  |                  | Try: Dirk Danen (27'), · Sep Visser (40'), · Leon Koenen (72') · Pen: Leon Koenen (5') · Kaarten: Johannes van Vliet 31' tot 41', · Stefan Vos 50' tot 60' | verslag | Try: Veaceslav Titica 2 (53', 79') · Kaarten: Ruslan Dorogan 37' tot 47' | Toeschouwers: 1,000 Scheidsrechter: Paulo Duarte |  |

|  | 14 maart 2015 | België | 17–14   | Moldavië                                                                                | Brussel                             |  |
|  |               | Try: Christope Debaty (17'c) · Thomas Demolder (35'c) · Con: Alan Williams 2 · Pen: Alan Williams (45') · Kaarten: Maxime Jadot 53' tot 63' | verslag | Try: Veaceslav Titica (42') Vadim Cobilas (57') Con: Octavian Manoli 1 Dorin Petrache 1 | Scheidsrechter: Iñigo Atorrasagasti |  |

|  | 28 maart 2015 | België | 71–10   | Zweden                                                                       | KVW-Zaventem Stadium, Brussel                    |  |
|  |               | Try: Thomas Demolder (7'c), Baptiste Lescarboura 3 (10'c, 36', 46'c), Alan Williams (18'), Alain Miriallakis 3 (22'c, 27'c, 39'c), Floriant Piron 2 (54'c, 74'c), Hugo Sensee (59') Con: Alan Williams 7, Pablo Francisco Villar | verslag | Try: Andreas Austa (25'c) Con: Andreas Nilserius Pen: Jonathan Edwards (13') | Toeschouwers: 950 Scheidsrechter: Ben Whitehouse |  |

|  | 18 april 2015 | België | 53–23   | Polen                                                             | Brussel             |  |
|  |               | Try: Reynaert (2', 24') Piron (8') Lescarboura (40+2') Billi (51') Dubois (56') Boucar (74') Williams (76') Con: Piron (9', 24') Meeus (52', 57', 74') Pen: Piron (29') | verslag | Try: Bartoszek (67') Perzak (70') Con: (2x) Drop: Poplawski (18') | Toeschouwers: 2,000 |  |

|  | 9 mei 2015 | Polen                                                               | 17–20   | Oekraïne                                                                                                   | Arena Lublin, Lublin                           |  |
|  |            | Try: Tomasz Rokicki (3') Pen: Dawid Banaszek 4 (21', 28', 56', 69') | verslag | Try: Vitali Kramarenko (9'c), Ievgen Chaika (51'c) Con: Oleg Kosariev 2 Pen: Oleg Kosariev 2 (14', 80'+4') | Toeschouwers: 7,500 Scheidsrechter: Tomáš Tůma |  |

|  | 23 mei 2015 | Oekraïne | 18–10   | Nederland                                                                      | Odessa |  |
|  |             | Try: Vyecheslav Ponomarenko (60') · try (70') · Oleg Kosariev (78') · Drop: Oleg Kosariev (52') · Kaarten: Eduard Vertyletskyi 8' tot 18' | verslag | Try: Norbecio Mambo (56'c) Con: Maarten Van Osch (57') Pen: Storm Carroll (3') |        |  |

|  | 30 mei 2015 | Nederland | 24–14   | Zweden                                                                               | Amsterdam           |  |
|  |             | Try: Rik Roovers (7') Kyle Beakey (41'c) Leon Koenan (66'c) Norbecio Mambo (72') Con: Leon Koenan 1 Maarten Van Osch 1 | verslag | Try: Magnus Rappestad (21'c) Dustin Eaton (62'c) Con: Dustin Eaton 1 Neill Erasmus 1 | Toeschouwers: 1,000 |  |

### Seizoen 2015-16

#### Eindstand
| #  | Team      | GW | Win | Gel | Ver | Bon | Pnt | Voor | Tegen | Saldo |
| -- | --------- | -- | --- | --- | --- | --- | --- | ---- | ----- | ----- |
| 1. | Oekraïne  | 5  | 5   | 0   | 0   | 3   | 23  | 136  | 84    | 52    |
| 2. | België    | 5  | 4   | 0   | 1   | 3   | 19  | 127  | 65    | 62    |
| 3. | Moldavië  | 5  | 2   | 0   | 3   | 3   | 11  | 87   | 84    | 3     |
| 4. | Nederland | 5  | 2   | 0   | 3   | 1   | 11  | 113  | 123   | -10   |
| 5. | Polen     | 5  | 2   | 0   | 3   | 0   | 8   | 88   | 116   | -28   |
| 6. | Zweden    | 5  | 0   | 0   | 5   | 1   | 1   | 71   | 150   | -79   |

#### Wedstrijden
|  | 12 september 2015 | Zweden                                      | 11–29   | Polen | Enköping            |  |
|  |                   | Try: Gowland (8') Pen: Johansson (46', 51') | verslag | Try: Gruszczynski (20', 68') Bobryk (33') Rakowski (65') Con: Banaszek (20', 33', 68') Pen: Banaszek (23') | Toeschouwers: 1.000 |  |

|  | 29 september 2015 | Zweden                                                                              | 20–48   | België | Enköping                                        |  |
|  |                   | Try: Gowland (32'), Darbyshire (47') Con: Erasmus (32', 48') Pen: Erasmus (8', 10') | verslag | Try: Lescarboura (22', 40') Corradi ('36) Vocea (44') Sensee (58') Penalty Try (55', 65') Con: Piron (37', 40', 55', 59', 65') Pen: Piron (4') | Toeschouwers: 1 000 Scheidsrechter: S. Gaffikin |  |

|  | 10 oktober 2015 | Oekraïne                                                             | 17–16   | België                                                                   | Kyiv                          |  |
|  |                 | Try: Garkaviyi (8', 81') Con: Kosariev (9', 82') Pen: Kosariev (13') | verslag | Try: Lescarboura (49') Con: Williams (50') Pen: Williams (20', 46', 54') | Scheidsrechter: Radu Petrescu |  |

|  | 17 oktober 2015 | Oekraïne | 30–14   | Polen                                                                   | Chmelnytsky                                        |  |
|  |                 | Try: S. Tserkovniy (22'c, 39') S. Sukhikh (75') M. Kirsanov (80'c) Con: O. Kosariev (11', 81') Pen: O. Kosariev (11', 46') | verslag | Try: M. Bartoszek (43'c) R. Szrejber (55'c) Con: D. Banaszek (44', 56') | Toeschouwers: 3,180 Scheidsrechter: V. Iordachescu |  |

|  | 7 november 2015 | Zweden                                                      | 7–25    | Moldavië | Malmö                                     |  |
|  |                 | Try: Tim Karl Johansson (76') Con: Tim Karl Johansson (76') | verslag | Try: Veaceslav Titica (6', 54') · Oleg Prepelita (14', 37') · Con: Mihai Golubenco (6') · Pen: Mihai Golubenco (11') · Kaarten: Andrei Cebotari 43' tot 53' · Cristian Ojovan 78' tot 80' | Toeschouwers: 200 Scheidsrechter: T. Tuma |  |

|  | 14 november 2015 | Polen | 18–14 | Moldavië | Warschau                         |  |
|  |                  |       |       |          | Scheidsrechter: I. Atorrasagasti |  |

|  | 20 februari 2016 | België | 32–8 | Nederland | Brussel                     |  |
|  |                  |        |      |           | Scheidsrechter: R. Petrescu |  |

|  | 12 maart 2016 | Moldavië | 9–10 | België | Chisinau                 |  |
|  |               |          |      |        | Scheidsrechter: E. Rizzo |  |

|  | 19 maart 2016 | Polen | 11–21 | België | Warschau                   |  |
|  |               |       |       |        | Scheidsrechter: I. Tempest |  |

|  | 19 maart 2016 | Moldavië | 22–13 | Nederland | Chisinau                |  |
|  |               |          |       |           | Scheidsrechter: T. Tuma |  |

|  | 30 april 2016 | Nederland | 40–16 | Polen | Amsterdam                 |  |
|  |               |           |       |       | Scheidsrechter: F. Himmer |  |

|  | 30 april 2016 | Oekraïne | 23–10 | Zweden | Kiev |  |
|  |               |          |       |        |      |  |

|  | 7 mei 2016 | Nederland | 27–30 | Oekraïne | Amsterdam |  |
|  |            |           |       |          |           |  |

|  | 14 mei 2016 | Zweden | 23–25 | Nederland | Enköping |  |
|  |             |        |       |           |          |  |

|  | 15 mei 2016 | Oekraïne | 36–17 | Moldavië | Odessa                     |  |
|  |             |          |       |          | Scheidsrechter: C. Marchat |  |

### Gecombineerde stand (2014–2016)

#### Eindstand
| #  | Team      | GW | Win | Gel | Ver | Bon | Pnt | Voor | Tegen | Saldo |
| -- | --------- | -- | --- | --- | --- | --- | --- | ---- | ----- | ----- |
| 1. | België    | 10 | 9   | 0   | 1   | 5   | 41  | 316  | 143   | 173   |
| 2. | Oekraïne  | 10 | 8   | 0   | 2   | 4   | 36  | 244  | 165   | 79    |
| 3. | Moldavië  | 10 | 5   | 0   | 5   | 7   | 27  | 245  | 167   | 78    |
| 4. | Nederland | 10 | 4   | 0   | 6   | 6   | 22  | 194  | 197   | -3    |
| 5. | Polen     | 10 | 4   | 0   | 6   | 2   | 18  | 191  | 262   | -71   |
| 6. | Zweden    | 10 | 0   | 0   | 10  | 1   | 1   | 120  | 376   | -256  |

#### Legenda
| Kleur | Kwalificatie voor          |
| ----- | -------------------------- |
|       | Promotie naar Divisie 1A   |
|       | Degradatie naar Divisie 2A |